# 卡尔·阿尔格韦尔
卡尔·阿尔格韦尔（德語：Karl Allgöwer，1957年1月5日—），德国前男子足球运动员，场上位置是中场。他曾代表西德国家队参加1986年国际足联世界杯，结果队伍获得亚军。